# Самнер (округ Баррон, Вісконсин)
Самнер (англ. Sumner) — місто (англ. town) в США, в окрузі Беррон штату Вісконсин. Населення — 699 осіб (2020).

## Демографія
Згідно з переписом 2010 року, у місті мешкало 798 осіб у 280 домогосподарствах у складі 218 родин. Було 306 помешкань
Расовий склад населення:
| - 96,9 % — білих - 0,6 % — азіатів - 0,3 % — корінних американців - 0,3 % — чорних або афроамериканців |

До двох чи більше рас належало 1,8 %. Частка іспаномовних становила 1,5 % від усіх жителів.
За віковим діапазоном населення розподілялося таким чином: 24,9 % — особи молодші 18 років, 63,2 % — особи у віці 18—64 років, 11,9 % — особи у віці 65 років та старші. Медіана віку мешканця становила 39,5 року. На 100 осіб жіночої статі у місті припадало 103,1 чоловіків;  на 100 жінок у віці від 18 років та старших — 103,1 чоловіків також старших 18 років.
Середній дохід на одне домашнє господарство  становив 72 522 долари США (медіана — 61 875), а середній дохід на одну сім'ю — 86 762 долари (медіана — 74 167). Медіана доходів становила 49 844 долари для чоловіків та 32 125 доларів для жінок. За межею бідності перебувало 5,5 % осіб, у тому числі 3,9 % дітей у віці до 18 років та 3,1 % осіб у віці 65 років та старших.
Цивільне працевлаштоване населення становило 413 осіб. Основні галузі зайнятості: виробництво — 25,2 %, освіта, охорона здоров'я та соціальна допомога — 23,5 %, роздрібна торгівля — 9,4 %, будівництво — 8,5 %.